# Sten Fredrikson
Sten Fredrikson, född 1956 i Stockholm, är en svensk neurolog. Han har varit verksam som överläkare i neurologi vid Huddinge sjukhus sedan 1992 och även som professor i neurologi vid Karolinska Institutet sedan 2003. Han är professor emeritus sedan 2022.